# Oxynetrini
De Oxynetrini zijn een neotropische geslachtengroep van vlinders in de familie van de dikkopjes (Hesperiidae).

## Geslachten
- Dis Mabille, 1889
- Olafia Nemésio, 2005
- Oxynetra C. & R. Felder, 1862.